# Diana and I
Diana and I ist ein britisches Filmdrama aus dem Jahr 2017.

## Inhalt
Das Drama zeigt die unterschiedlichen Geschichten von vier fiktiven Personen, wie sie auf die Nachricht von Dianas Tod am 31. August 1997 reagieren, und verfolgt sodann deren Alltag über den Zeitraum von etwa einer Woche, bis hin zur Bestattung von Diana, Princess of Wales am 6. September.